# Víctor Fernández Maza
Víctor Fernández Maza, conocido como Víctor Fernández (Santander, Cantabria, 25 de agosto de 1987) es un exfutbolista español que jugó de lateral izquierdo. Su último equipo fue el Club Deportivo Cayón.
Es sobrino del exfutbolista de Primera División Luis Fernández Gutiérrez.

## Trayectoria
Formado en el Atlético Perines de Santander, dio el salto a Segunda División B en el 2006 con la Gimnástica de Torrelavega y en el mercado invernal fue fichado por el Real Zaragoza B, donde permaneció dos temporadas y media.
En el 2009 firmó un contrato con el Valencia CF Mestalla, llegando a ser convocado por el entrenador del Valencia CF, Unai Emery; en el filial ché jugó 21 partidos, recibiendo cuatro tarjetas amarillas y marcando un gol. En el 2010 se incorporó a la disciplina del Celta de Vigo, con un contrato por cuatro temporadas, para que jugase en el equipo filial y poder ascenderle a la primera plantilla, finalmente disputó tres partidos en la Liga Adelante.
Tras desavenencias con el club vigués, en julio de 2011 fue fichado por el Deportivo Guadalajara. El 19 de julio de 2012 fue presentado como jugador de la UD Logroñés.

## Selección nacional
Víctor Fernández ha sido internacional con la selección española sub-20. Disputó un partido contra la República Checa.

## Estadísticas
| Club                      | Años      | Partidos | Goles |
| ------------------------- | --------- | -------- | ----- |
| Gimnástica de Torrelavega | 2006-2007 | 20       | 0     |
| Real Zaragoza B           | 2007-2009 | 12       | 1     |
| Valencia CF Mestalla      | 2009-2010 | 21       | 1     |
| Celta de Vigo B           | 2010-2011 | 21       | 1     |
| Celta de Vigo             | 2010-2011 | 4        | 0     |
| Deportivo Guadalajara     | 2011-2012 | 15       | 1     |
| Unión Deportiva Logroñés  | 2012-2013 | 26       | 0     |
| Unión Deportiva Logroñés  | 2013-2014 |          |       |